# 查干诺尔 (苏尼特右旗)
查干诺尔也作查干淖尔、查干里门诺尔、查干陶伊日木诺尔、查干推饶木诺尔，是一个位于中国内蒙古自治区锡林郭勒盟苏尼特右旗乌日根塔拉镇政府驻地南郊的一座盐湖，属于一地势低洼，矿源固、液并存的断陷湖泊。水位920.0米，长9.7千米，最大宽5.0千米，平均宽2.2千米，面积21.0平方千米。2013年出版的《中国河湖大典·西北诸河卷》则记载本湖水面高程935米，水深8～9米，水面面积3.43平方千米，全水系面积788.5平方千米。根据2021年公布的河湖管理范围，湖面面积21.14平方千米，划界长度23.33千米。

## 碱矿
查干诺尔是中国大型露採天然碱矿之一，由苏尼特碱业公司持有採矿权，2017年的评估报告显示查干诺尔碱矿批採范围内天然碱矿石保有资源储量939.58万吨。碱矿厂的生产和和生活污水对周边环境造成较大影响，环境问题较为突出。

## 生物
查干诺尔属于荒漠化草原地带的碱湖，湖区盐生植物群落以禾本科占优势，碱茅（Puccinillia distans）、芨芨草（Achnatherum splendens）、碱菀（Tripolium vulgare）和碱蒿（Artemisia anethifolia）等为优势种。
该地也是白垩纪早期恐龙諾爾龍（"Nurosaurus"）化石的发现地。